# Niespotykanie spokojny człowiek

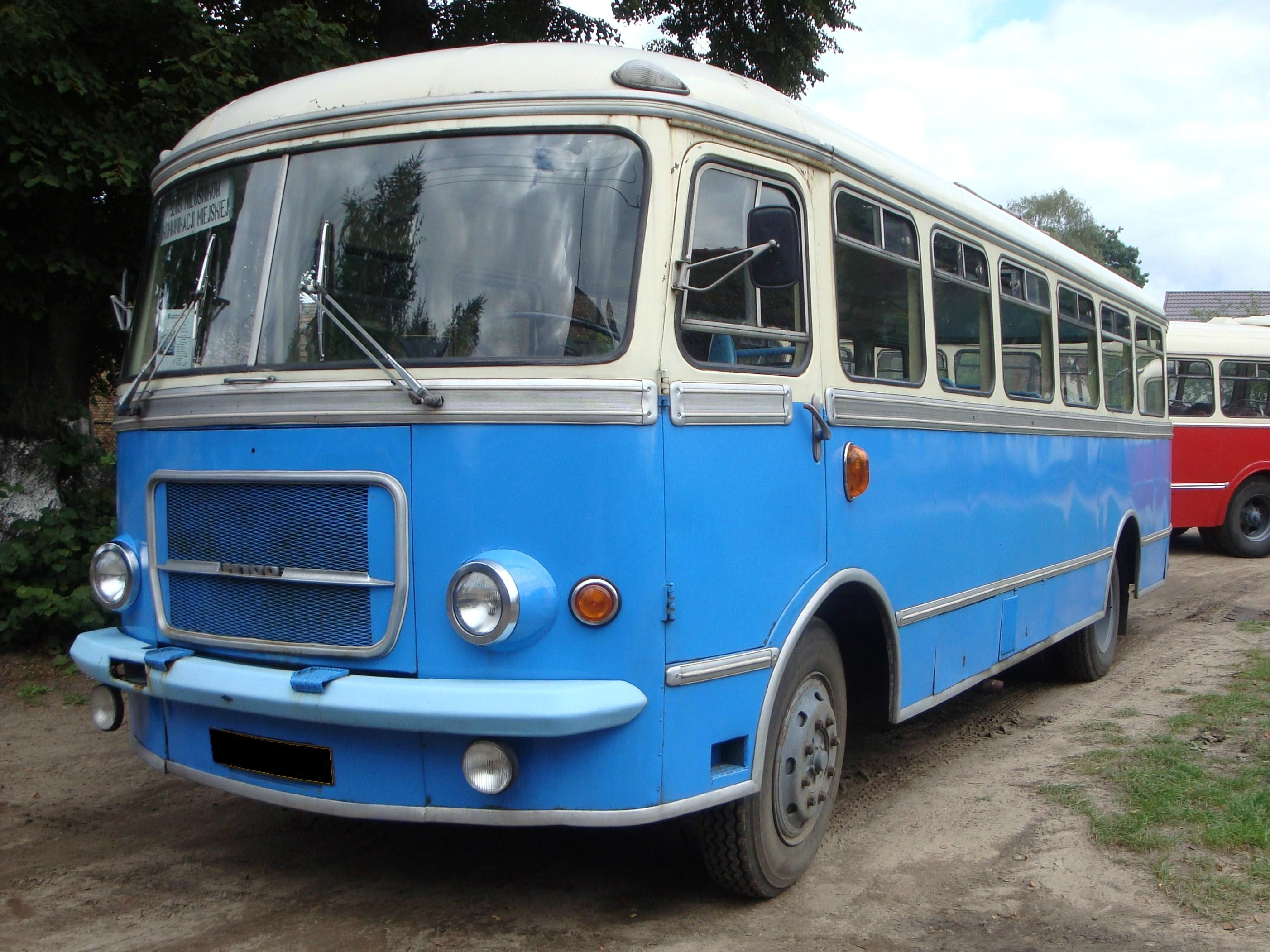
Autobus San H100A, jaki w filmie uprowadza Stanisław Włodek

Niespotykanie spokojny człowiek – polski telewizyjny film komediowy z 1975 roku w reżyserii Stanisława Barei.

## O filmie
Był to jedyny film telewizyjny w dorobku Stanisława Barei, polskiego mistrza filmu komediowego.
Zdjęcia do filmu zrealizowano w Zgierzu, w województwie łódzkim (Zakłady Przemysłu Odzieżowego „Zeta” przy ul. 1 Maja, Urząd Stanu Cywilnego przy ul. 1 Maja 5, jednostka wojskowa przy ul. Piątkowskiej 83).

## Fabuła
Stanisław Włodek jest rolnikiem, który po II wojnie światowej przywędrował z zabużańskiej wsi na Ziemie Odzyskane, gdzie założył gospodarstwo rolne. Mawia o sobie: „Ze mnie niespotykanie spokojny człowiek”. Po latach przychodzi mu desperacko walczyć o to, by jego jedyny syn Tadeusz nie wywędrował do miasta, lecz przejął po nim schedę.
Odbywający w mieście zasadniczą służbę wojskową Tadeusz zakochał się w robotnicy z fabryki włókienniczej i planuje ślub. Stanisław, człowiek złotego serca i wielkiej porywczości, postanawia nie dopuścić do małżeństwa. Po serii perypetii wyjaśnia się, że młodzi planują życie „na gospodarstwie” i dochodzi do ślubu oraz wesela, na które Stanisław zaprasza pasażerów własnoręcznie uprowadzonego autobusu międzymiastowego.

## Obsada
- Janusz Kłosiński – Stanisław Włodek
- Ryszarda Hanin – Aniela Włodek, żona Stanisława
- Marek Frąckowiak – Tadeusz Włodek, syn Anieli i Stanisława
- Janina Sokołowska – Urszula, narzeczona Tadeusza
- Małgorzata Potocka – Helenka
- Jerzy Cnota – Mietek
- Zofia Wilczyńska – pracownica hotelu robotniczego
- Jerzy Turek – kierowca ciężarówki
- Eugeniusz Wałaszek – gość na weselu
- Stanisław Tym – kapitan Tadeusz Zwoźniak, dowódca Tadeusza
- Ludwik Benoit – stróż w fabryce
- Jerzy Krasuń – żołnierz Roman
- Zdzisław Jóźwiak – kierowca uprowadzonego autobusu
- Hanna Bedryńska – sędzia